# 산업일보
산업일보(한자:産業日報 영어: THE KOREA INDUSTRY DAILY)는 대한민국의 산업, 기술, 경제 분야 뉴스를 전문적으로 제공하는 온라인 뉴스 매체이다. 1991년 ㈜산업마케팅 설립과 함께 산업 전문지로 출범했으며, 2007년 서울특별시에 공식 등록, 창간했다. 현재 대표 발행인은 김영환이며, 산업일보는 디지털 전환, AI 산업, ESG 경영 등 주요 산업 트렌드를 중심으로 보도하고 있다. 주요 보도 분야는 기계, 자동화, 로봇, 에너지, 디지털 트윈, AI, ESG 경영으로, 특히 산업 현장의 실시간 뉴스와 기술 변화를 분석하여 ‘산업인을 위한, 산업인에 의한 미디어’를 표방하며, 산업 생태계 전반의 흐름과 글로벌 산업 동향을 폭넓게 다루고 있다. 또한, 산업일보는 네이버, 다음, 구글, 줌(ZUM) 등 주요 포털 사이트에 뉴스를 제공하며, 2019년에는 네이버 뉴스 스탠드 제휴 언론사로 선정되었다. 중소기업 지원 정보부터 해외 진출 사례, 최신 기술 트렌드까지 다양한 산업 뉴스를 디지털 플랫폼을 통해 신속하고 다양하게 전달하고 있다.

## 개요 및 성격
- 산업일보는 산업 전문성을 기반으로 한 디지털 중심 언론이다. 텍스트 뉴스 외에도 영상 뉴스, 카드뉴스, 인포그래픽, 숏폼 콘텐츠 등 다양한 디지털 포맷으로 콘텐츠를 제공하며, 산업계 현장의 목소리를 다양한 방식으로 전달한다.
- 보도는 국내 산업계 전반뿐만 아니라, 글로벌 기술 동향, 해외 전시회 취재, 다국적 기업 인터뷰 등으로 확대되어 있다. 산업 현장을 직접 찾는 현장 중심 보도를 중시하며, 연간 40건 이상의 산업 행사와 기술 교류회를 직접 취재하고 있다. 또한 정부 부처(산업통상자원부, 중소벤처기업부 등)의 정책 보도도 비중 있게 다루며, 산업 발전을 위한 제도적 흐름까지 아우른다.

## 디지털 전략과 차별화
2025년 4월 기준, 산업일보는 급변하는 산업 환경과 디지털 미디어 트렌드에 대응하기 위해 여섯 가지의 디지털 전략과 차별화 방안을 운영하고 있다. 이러한 전략은 산업 뉴스의 실시간 제공과 더불어, 최신 기술 동향 및 산업계 이슈를 보다 효과적으로 전달하기 위한 목적으로 수립되었다. 특히 AI, 디지털 전환(DX), ESG 경영 등 주요 산업 트렌드에 대한 심층 분석과 함께, 다양한 디지털 콘텐츠로 독자의 접근성을 높이고 있다.
산업일보의 디지털 전략은 현장 중심 보도, 심층 트렌드 분석, 윤리적 보도 원칙을 기반으로 하며, 카드뉴스·영상 등 MZ세대를 겨냥한 콘텐츠 강화와 글로벌 산업 동향 제공을 통해 산업계 전반에 기여하고 있다. 이를 통해 산업일보는 대한민국 대표 산업 전문 온라인 미디어로서의 입지를 공고히 하고 있다.
| 주요 디지털 전략      | 설명                                                     |
| --------------------- | -------------------------------------------------------- |
| 현장 중심의 뉴스 취재 | 산업 전시회, 기술 세미나, 기업 탐방 중심                 |
| 심층 산업 트렌드 분석 | AI, ESG, 디지털 트윈 등 신기술 흐름 해설                 |
| 윤리적 보도 원칙      | 3단계 검증 절차(현장 확인–전문가 검토–법률 자문) 운영    |
| 디지털 콘텐츠 강화    | 영상, 음성 기사, 영어 번역 서비스                        |
| MZ세대 접근성         | 카드뉴스, 숏폼 영상 등 친숙한 콘텐츠 활용                |
| 산업계 실질 기여      | 중소기업 지원 정보, 해외진출 사례, ESG 전략 등 정보 제공 |

## 지향점
산업일보는 국내 산업 관련 정보와 산업 변화에 대한 보도를 제공하고 있다. 변화하는 산업 현장을 직접 취재하고, 산업인의 눈높이에서 신뢰할 수 있는 정보를 제공하는 전문 언론으로 자리매김하고 있다.

## 주요 제휴 및 협력
산업일보는 국내외 주요 산업 관련 기관, 글로벌 미디어, 그리고 주요 포털사이트와의 제휴를 통해 산업 뉴스 보도의 범위와 영향력을 확장하고 있다.
- 국내 : 한국기계산업진흥회, 한국로봇산업협회, 한국전기산업진흥회, 지방자치단체 등
- 해외 : 중국 인민망, 대만무역협회(TAITRA), PR Newswire 베트남 등
- 포털사이트 : 네이버, 다음카카오, 구글, 줌(ZUM) 등 (2019년 네이버 뉴스 스탠드 제휴 언론사 선정)

뉴스 제공 네이버
뉴스 제공 다음
구글 뉴스 제공

## 연혁
- 1991년 ㈜산업마케팅 설립 및 전문지 창간
- 2007년 01월 산업일보 서울시 등록 허가
- 2007년 07월 산업일보 창간 및 발행
- 2008년 02월 지방자치단체와 산업뉴스 제휴 (천안시청 외)
- 2008년 08월 (사)한국물가정보 산업뉴스 서비스 제휴[1]
- 2009년 10월 스피드몰, 산업포털 다아라와 사이트 제휴[2]
- 2010년 01월 구글 산업뉴스 서비스 제휴[3]
- 2010년 06월 하나포스닷컴 뉴스제휴
- 2010년 10월 코엑스 산업전시회 공식 미디어
- 2010년 11월 (사)포장기계협회 미디어파트너
- 2011년 05월 다음 및 파란 뉴스검색 서비스 제휴[4]
- 2012년 02월 줌(ZUM) 뉴스검색 서비스 제휴
- 2013년 05월 코리아닷컴 커뮤니케이션즈, 산업일보와 업무 협약 체결[5]
- 2015년 03월 한국산업마케팅연구원 부산국제기계대전 공식 미디어파트너
- 2015년 11월 산업다아라-로켓닷컴, 전략적 MOU 체결[6]
- 2015년 07월 한국기계산업진흥회 한국기계전 공식 미디어파트너
- 2015년 09월 한국인터넷신문협회 정회원사 등록[7]
- 2015년 12월 산업일보 리뉴얼 오픈[8]
- 2016년 01월 산업일보 CI 변경
- 2016년 04월 한국기계산업진흥회 국제자동화정밀기기전·한국국제기계박람회 공식 미디어파트너
- 2016년 06월 네이버, 다음카카오 뉴스검색 서비스 제휴
- 2017년 06월 킨텍스 로보유니버스&K드론전 ‘4차 산업혁명 산업용로봇 특별관’ 주관[9]
- 2017년 09월 산업일보 정보드림 서비스 게시
- 2017년 11월 김영환 대표 대통령표창 수상[10]
- 2018년 03월 한국기계산업진흥회 한국국제기계박람회 공식 미디어파트너
- 2018년 03월 한국기계산업진흥회 국제자동화정밀기기전 서울/창원 공식 미디어파트너
- 2018년 06월 대만무역협회 ‘타이트로닉스’ 국내 대표 매체 초청[11]
- 2018년 07월 중국인민망 전략적 업무제휴 MOU 체결[12]
- 2018년 09월 선진국반열 이끈 정보민주화 주역 인터넷경제신문[13]
- 2018년 11월 인신협-KMI, 건강한 대한민국 “국민건강 증진 캠페인”[14]
- 2018년 12월 PR Newswire 베트남 전략적 업무 제휴 MOU 체결[15]
- 2018년 12월 한국기계산업진흥회 한국기계전 공식 미디어파트너
- 2018년 12월 한국기계산업진흥회 디지털메뉴팩처링페어 코파스 공식 미디어파트너
- 2019년 02월 네이버 뉴스스탠드 제휴[16]
- 2019년 03월 COEX 스마트공장엑스포 미디어파트너
- 2019년 03월 3.1운동 대한민국 임시정부 수립 100주년 공익 캠페인 참여
- 2019년 10월 '다아라 매거진' 사이트 오픈[17]
- 2019년 12월 한국기계산업진흥회 한국국제기계박람회 공식 미디어파트너
- 2019년 12월 한국기계산업진흥회 베트남국제기계산업대전 미디어파트너
- 2020년 02월 한국로봇산업협회 로보월드 공식 미디어파트너
- 2020년 07월 다아라온라인전시관 오픈
- 2020년 12월 한국로봇산업협회 BuyKorea 연계 온라인전시관(로봇분야) 구축
- 2021년 03월 한국전기산업진흥회 BuyKorea 연계 온라인전시관(전기분야) 구축
- 2021년 06월 (사)한국잡지협회, '뉴노멀 시대, K미디어의 진화' 발행인 세미나 개최[18]
- 2021년 07월 하이코 국제 문화재산업전 미디어파트너
- 2021년 11월 하이코 한옥문화박람회 미디어파트너
- 2022년 09월 하이코 국제 문화재산업전 미디어파트너
- 2022년 11월 하이코 한옥문화박람회 미디어파트너
- 2023년 03월 에너지플러스 컨퍼런스 개최
- 2023년 09월 하이코 세계국가유산산업전 미디어파트너
- 2024년 04월 에너지플러스 컨퍼런스 개최
- 2024년 09월 하이코 세계국가유산산업전 미디어파트너
- 2025년 04월 ICPI Week 2025 미디어파트너

## 산업 전시회 공식 미디어 파트너 이력
산업일보는 국내외 다양한 산업 전시회에서 공식 미디어 파트너로 활약하고 있다.  2020년부터 2025년까지 로보월드, 에너지플러스, 한옥문화박람회, 세계국가유산산업전, 국제문화재산업전, 기계박람회, 대한민국 국제농기계자재박람회(KIEMSTA), 금속산업대전, 대한민국 에너지대전, 탄소중립엑스포(EXPO), 스마트공장·자동화산업전, 산업지능화 컨퍼런스, 일렉스 코리아(ELECS KOREA), ICPI WEEK 등 다양한 국내 전시회의 공식 파트너로 활동했다.  또한 해외에서도 TIMTOS(대만), JEC WORLD(프랑스), HANNOVER MESSE(독일) 등 주요 국제 전시회에 참여하며 글로벌 산업 동향 보도에 기여하고 있다. 